# هروه مارک
هروه مارک (انگلیسی: Hervé Marc; ۱۲ اکتبر ۱۹۰۳ – ۲۴ دسامبر ۱۹۴۶) بازیکن فوتبال اهل فرانسه بود.
از باشگاه‌هایی که در آن بازی کرده‌است می‌توان به باشگاه فوتبال رن اشاره کرد.
وی همچنین در تیم ملی فوتبال فرانسه بازی کرده‌است.